# Mike Foltynewicz
Michael Gary "Mike" Foltynewicz (7 de octubre de 1991) es un lanzador estadounidense de béisbol profesional que juega para los Texas Rangers de las Grandes Ligas. Debutó en 2014 con los Houston Astros, equipo que lo seleccionó en la primera ronda del draft de 2010, y también jugó con los Atlanta Braves.

## Carrera profesional

### Houston Astros
Foltynewicz fue seleccionado en la primera ronda (19.ª posición global) del draft de 2010 por los Astros de Houston. En 2012 fue nombrado como el Lanzador del Año en las ligas menores por los Astros, luego de registrar marca de 14-4 con un promedio de carreras limpias (efectividad) de 3.14 y 125 ponches en 152 entradas lanzadas con los Lexington Legends de Clase A. La siguiente temporada lanzó con los Lancaster JetHawks de Clase A avanzada y los Corpus Christi Hooks de Clase AA. En 2014, luego de iniciar la temporada en Clase AAA, fue llamado a Grandes Ligas el 1 de agosto, debutando con los Astros al siguiente día ante los Azulejos de Toronto.

### Atlanta Braves
El 14 de enero de 2015, Foltynewicz fue traspasado a los Bravos de Atlanta junto a Andrew Thurman y Rio Ruiz a cambio de Evan Gattis y James Hoyt. Fue invitado a los entrenamientos primaverales, y posteriormente fue asignado a los Gwinnett Braves de Clase AAA el 4 de abril.
El 30 de abril, debido a la inclusión del tercera base Chris Johnson en la lista de lesionados de 15 días, Foltynewicz fue llamado por los Bravos para reemplazar en la rotación abridora a Trevor Cahill. Debutó con el equipo el 1 de mayo obteniendo la victoria ante los Rojos de Cincinnati, pero el 17 de junio fue bajado a Clase AAA luego de que su efectividad aumentara a 5.19 en sus tres últimas aperturas. Fue llamado nuevamente el 7 de julio para trabajar como un relevista extra, y al finalizar el juego del 12 de julio fue bajado otra vez a AAA. El 30 de julio fue llamado por los Bravos para realizar una apertura imprevista, pero para el 18 de agosto mostró signos de enfermedad, y en septiembre fue diagnosticado con costocondritis, que posteriormente se convirtió en neumonía. El 19 de septiembre fue diagnosticado con coágulos de sangre en su brazo de lanzar, y dos días después se sometió a una operación para eliminarlos.
En los entrenamientos primaverales de 2016, Foltynewicz compitió por un puesto en la rotación abridora de los Bravos, pero eventualmente fue asignado a Gwinnett para darle más tiempo de recuperación de su cirugía. El 1 de mayo fue llamado por los Bravos para reemplazar en la rotación a Bud Norris, e hizo su debut de la temporada al siguiente día obteniendo la derrota ante los Mets de Nueva York. El 9 de junio fue incluido en la lista de lesionados debido a una espuela de hueso en su codo, y fue reactivado el 29 de junio. Finalizó la temporada con 22 aperturas realizadas, registrando marca de 9-5, 4.31 de efectividad y 111 ponches en 123 1⁄3 entradas lanzadas.
En 2017, registró marca de 10-13 con 4.79 de efectividad y 143 ponches en 28 aperturas.
En 2018, a Foltynewicz le fue asignado un salario de $2,2 millones a través del arbitraje salarial. Durante los entrenamientos primaverales trabajó para mejorar su mecánica de lanzamiento, lo que eventualmente dio resultados positivos ya que fue invitado a su primer Juego de Estrellas luego de registrar una marca de 6-5 y efectividad de 2.37 en sus primeras 17 aperturas de la temporada. Finalizó el 2018 con récord de 13-10, 2.85 de efectividad y 202 ponches en 31 aperturas, convirtiéndose en el primer lanzador de los Bravos en superar los 200 ponches desde Javier Vázquez en 2009. En la Serie Divisional de la Liga Nacional ante los Dodgers de Los Ángeles, Foltynewicz inició el Juego 1 donde solo lanzó dos entradas y permitió cuatro carreras. También lanzó en el Juego 4, donde permitió solo una carrera en cuatro entradas lanzadas.
Para la temporada 2019, Foltynewicz acordó un contrato con los Bravos por un año y $5,47 millones. Debutó el 27 de abril ante los Rockies de Colorado luego de recuperarse de una lesión. En 21 aperturas, registró marca de 8-6 con 4.54 de efectividad y 105 ponches.
En la temporada 2020 acortada por la pandemia de COVID-19, Foltynewicz tuvo problemas en su primera y única apertura permitiendo seis carreras, incluidos jonrones consecutivos a Hunter Renfroe y Joey Wendle, en tres entradas de trabajo contra los Rays de Tampa Bay. Después del juego, los Bravos designaron a Foltynewicz, ya que no tenía opciones de ligas menores. Posteriormente, el 30 de julio fue destituido. Se convirtió en agente libre el 2 de noviembre de 2020.

### Texas Rangers
El 10 de febrero de 2021, Foltynewicz acordó un contrato de $2 millones por un año con los Texas Rangers.